# Serby
Serby (deutsch Zerbau) ist ein Ort in der Landgemeinde Głogów (Glogau) im Powiat Głogowski der Woiwodschaft Niederschlesien in Polen.

## Geographie
Serby liegt etwa vier Kilometer nordöstlich von der Stadt Głogów in Richtung Leszno entfernt. Etwa einen Kilometer weiter liegt Stare Serby. 

## Geschichte
1911 wurde die Kirche der Heiligen Apostel Peter und Paul (św. Apostołów Piotra i Pawła) im damaligen Zerbau fertiggestellt. 1938 wurde der Ort im Zuge der nationalsozialistischen Ortsumbenennungen in Lerchenberg umbenannt. 1945 wurde Zerbau als Serby an Polen angegliedert. Serby war von 1975 bis 1998 Teil der Woiwodschaft Legnica.